# Artoria
Artoria este un gen de păianjeni din familia Lycosidae.

## Specii[1]
- Artoria albopedipalpis
- Artoria albopilata
- Artoria alta
- Artoria amoena
- Artoria avona
- Artoria berenice
- Artoria cingulipes
- Artoria flavimana
- Artoria gloriosa
- Artoria hebridisiana
- Artoria hospita
- Artoria howquaensis
- Artoria impedita
- Artoria lineata
- Artoria lycosimorpha
- Artoria maculatipes
- Artoria mckayi
- Artoria minima
- Artoria palustris
- Artoria parvula
- Artoria pruinosa
- Artoria quadrata
- Artoria schizocoides
- Artoria segrega
- Artoria separata
- Artoria taeniifera
- Artoria thorelli
- Artoria triangularis
- Artoria ulrichi
- Artoria victoriensis